# Trường Đại học Trần Quốc Tuấn
Trường Đại học Trần Quốc Tuấn (tiếng Anh: Tran Quoc Tuan University - First Army Academy) hay Trường Sĩ quan Lục quân 1 là trường đào tạo sĩ quan chỉ huy lục quân sơ cấp phía bắc Việt Nam, trực thuộc Bộ Quốc phòng Việt Nam, là nhà trường đầu tiên trong hệ thống nhà trường quân đội đào tạo sĩ quan lục quân chiến thuật cấp phân đội (trung đội, đại đội, tiểu đoàn) trình độ cử nhân khoa học quân sự (đại học và cao đẳng) các chuyên ngành: bộ binh, bộ binh cơ giới, trinh sát lục quân. Trường được Bộ Giáo dục và Đào tạo Việt Nam công nhận đại học và cho phép đào tạo cử nhân quân sự bậc đại học năm 1998. Trường được coi như là "anh cả" trong hệ thống các trường quân đội đào tạo cấp phân đội, được Bác Hồ 9 lần về thăm, trao sáu chữ vàng: "Trung với nước, hiếu với dân" sau này trở thành khẩu hiệu của toàn quân. Rất nhiều các thế hệ tướng lĩnh, lãnh đạo xuất sắc của quân đội là học viên, cán bộ Nhà trường.

## Lịch sử hình thành
Trường Đại học Trần Quốc Tuấn ban đầu có tên là Trường Quân chính kháng Nhật được thành lập ngày 15 tháng 4 năm 1945.
Ngày 7 tháng 9 năm 1945, trường được đổi tên thành Trường Quân chính Việt Nam.
Ngày 15 tháng 10 năm 1945, trường được đổi tên thành Trường Huấn luyện cán bộ Việt Nam.
Ngày 15 tháng 4 năm 1946, trường được đổi tên thành Trường Võ bị Trần Quốc Tuấn, và bắt đầu khai giảng khóa 1 tại thị xã Sơn Tây với mục tiêu đào tạo cán bộ chỉ huy cấp trung, đại đội có kiến thức cơ bản về quân sự để chuẩn bị cho ngày toàn quốc kháng chiến.
Tháng 2 năm 1948, trường được đổi tên thành Trường Trung học Lục quân Trần Quốc Tuấn.
Tháng 12 năm 1950, trường được đổi tên thành Trường Lục quân Việt Nam.
Tháng 1 năm 1956, trường được đổi tên thành Trường Đại học Sĩ quan Lục quân.
Năm 1976, trường được đổi tên thành Trường Đại học Sĩ quan Lục quân 1.
Ngày 28 tháng 10 năm 2010, trường được đổi tên thành Trường Đại học Trần Quốc Tuấn.

## Tên gọi qua các thời kỳ
- Trường Quân chính kháng Nhật (15/4/1945 - 6/9/1945)
- Trường Quân chính Việt Nam (7/9/1945 - 14/10/1945)
- Trường Huấn luyện cán bộ Việt Nam (15/10/1945 - 16/4/1946)
- Trường Võ bị Trần Quốc Tuấn (17/4/1946 - cuối 1/1948)
- Trường Lục quân trung học Trần Quốc Tuấn (Đầu 2/1948 - đầu 12/1950)
- Trường Lục quân Việt Nam (Cuối 12/1950 - đầu 1/1956)
- Trường Sĩ quan Lục quân Việt Nam (Đầu 1/1956 - 1976)
- Trường Sĩ quan Lục quân I (Từ năm 1976 - 28/10/2010)
- Trường Đại học Trần Quốc Tuấn (từ ngày 28/10/2010 đến nay)

## Ban Giám hiệu
- Hiệu trưởngː Thiếu tướng , Tiến sĩ Nguyễn Trung Hiếu
- Chính ủyː Trung tướng, Tiến sĩ Lê Văn Duy
- Phó Hiệu trưởng: Thiếu tướng, ThS Nguyễn Khắc Thơm
- Phó Hiệu trưởng: Thiếu tướng, ThS Phạm Quốc Tuấn
- Phó Hiệu trưởng: Thiếu tướng, PGS Tiến sĩ Nguyễn Văn Thanh
- Phó Chính ủy:Thiếu tướng, ThS Nguyễn Văn Tăng

## Tổ chức Đảng

### Tổ chức chung
Năm 2006, thực hiện chế độ Chính ủy, Chính trị viên trong Quân đội. Theo đó Đảng bộ trong Trường Sĩ quan Lục quân 1 bao gồm:
- Đảng bộ Trường Sĩ quan Lục quân 1 là cao nhất.
- Đảng bộ các Khoa, Hệ quản lý, Tiểu đoàn thuộc Trường Sĩ quan Lục quân 1.
- Chi bộ các Tổ Bộ môn, các Phòng, ban chức năng, các Đại đội.

## Tổ chức chính quyền

### Cơ quan chức năng
- Phòng Tham mưu - Hành chính

Trưởng phòng: Đại tá Trần Quang Tuyên
- Phòng Đào tạo

Trưởng phòng: Đại tá, TS Trần Văn Cao
- Phòng Chính trị

Chủ nhiệm Chính trị: Đại tá, ThS Nguyễn Văn Tăng
- Phòng Khoa học quân sự

Trưởng phòng: Đại tá, TS Lê Văn Thanh
- Phòng Hậu cần - Kĩ thuật

Chủ nhiệm Hậu cần: Đại tá, Nguyễn Văn Chiến
- Phó trưởng phòng- Đại tá Mai Anh Ngọc, thượng tá Đỗ Đường Thanh, thượng tá Dương Minh Dũng
- Ban Tài Chính

Trưởng ban: Trung tá Long
- Ban Khảo thí & Bảo đảm chất lượng GD - ĐT

Trưởng ban: Đại tá, ThS Phạm Hồng Quân
- Ban Sau đại học

Trưởng ban: Đại tá, TS Trần Đại Nghĩa

### Các khoa đào tạo
- Khoa Chiến thuật

Phó Chủ nhiệm khoa (Phụ trách khoa): Đại tá, ThS Lương Văn Nhạn
- Khoa Binh chủng

Phó Chủ nhiệm khoa (Phụ trách khoa): Đại tá, TS Mai Trung Dong
- Khoa Bắn Súng

Chủ nhiệm khoa: Đại tá, ThS Nguyễn Văn Mai
- Khoa Quân sự chung

Chủ nhiệm khoa: Đại tá, TS Nguyễn Hồng Trường
- Khoa Trinh sát

Chủ nhiệm khoa: Đại tá, TS Hoang Thanh Khương
- Khoa Sư phạm Quân sự

Chủ nhiệm khoa: Đại tá, TS Đoàn Chí Kiên
- Khoa Quân sự Địa phương

Chủ nhiệm khoa: Đại tá, ThS  Đặng Đình Chiến
- Khoa Công tác đảng, Công tác chính trị

Chủ nhiệm khoa: Đại tá, TS Nguyễn Quang Chung
- Khoa Lý luận Mác – Lênin

Chủ nhiệm khoa: Đại tá, TS Đỗ Văn Lừng
- Khoa Thể thao

Chủ nhiệm khoa: Đại tá, ThS Trần Đình Khương
- Khoa Khoa học Tự nhiên

Chủ nhiệm khoa: Đại tá, TS  Đặng Hồng Lưu
- Khoa Ngoại ngữ - Tiếng Việt

Chủ nhiệm khoa: Đại tá, TS Lê Văn Tách
- Khoa Giáo dục Quốc phòng – ĐHQGHN

Chủ nhiệm khoa: Đại tá, ThS Dương Văn Chiến
- Khoa Giáo dục Quốc phòng – ĐHSPHN

Chủ nhiệm khoa: Đại tá, ThS Đỗ Quốc Tam

### Đơn vị trực thuộc
- Tiểu đoàn 1

Tiểu đoàn trưởng: Thượng tá,  TS Đặng Đức Giang
Tiểu đoàn 2
Tiểu đoàn trưởng: Trung tá, Ths Vũ Phúc Trang
- Tiểu đoàn 3

Tiểu đoàn trưởng: Thượng tá, Ths Cao Đăng Nam
- Hệ 4

Hệ trưởng:  Thượng tá, ThS Nguyễn Hữu Phước
- Tiểu đoàn 5

Tiểu đoàn trưởng: Thượng tá Nguyễn Văn Hải
- Tiểu đoàn 6

Tiểu đoàn trưởng: Thượng tá, Ths Nguyễn Đức Sơn
- Hệ 7

Hệ trưởng:  Thượng tá Nguyễn Hiệp Vỵ
- Tiểu đoàn 8

Tiểu đoàn trưởng: Thượng tá, ThS Phạm Hồng Quân
- Tiểu đoàn 9

Tiểu đoàn trưởng: Đại tá Phan Thế Cường
- Tiểu đoàn 10

Tiểu đoàn trưởng: Thượng tá, ThS Nguyễn Xuân Hải
- Tiểu đoàn 11

Tiểu đoàn trưởng: Thượng tá Nguyễn Xuân Chiến
- Tiểu đoàn 12

Tiểu đoàn trưởng: Thượng tá Bùi Việt Bắc
- Tiểu đoàn 13

Tiểu đoàn trưởng: Trung tá
- Hệ 14

Hệ trưởng: Đại tá, ThS Phạm Ngọc Giang
- Tiểu đoàn 15

Tiểu đoàn trưởng: Thượng tá Văn Trung Núi
- Tiểu đoàn 16

Tiểu đoàn trưởng: Thượng tá Nguyễn Xuân Thành
- Tiểu đoàn 17

Tiểu đoàn trưởng: Thượng tá, Phạm Hùng Cường
- Tiểu đoàn 18

Tiểu đoàn trưởng: Thượng tá, Lê Duy Thứ
- Tiểu đoàn 19

Tiểu đoàn trưởng: Thượng tá Lê Mạnh Quân
- Tiểu đoàn 20

Tiểu đoàn trưởng : Trung tá Vũ Ngọc Vĩnh
- Hệ Quản lý học viên Quốc tế

Hệ trưởng: Thượng tá, ThS Nguyễn Hữu Sơn

## Thành tích và Tặng thưởng
- Trường Sĩ quan Lục quân 1 đã và đang đào tạo 90 khóa học, trong đó có 86 khóa đã ra trường cung cấp gần 10 vạn cán bộ cho toàn quân; đồng thời còn đào tạo hàng nghìn cán bộ quân sự cho phong trào giải phóng dân tộc ở các nước châu Á, châu Phi, châu Mỹ La tinh.
- Có gần 200 cựu học viên và giáo viên của trường được phong quân hàm cấp tướng; 27 đồng chí được tuyên dương Anh hùng LLVTND, Anh hùng Lao động.
- Danh hiệu Đơn vị Anh hùng lực lượng vũ trang nhân dân ngày 29 tháng 8 năm 1985
- Bốn Huân chương Quân công (hai hạng nhất, một hạng nhì, một hạng ba)
- Bảy Huân chương Chiến công (một hạng nhất, bốn hạng nhì, hai hạng ba)
- Ba Huân chương Lao động (một hạng nhất, hai hạng nhì)
- Huân chương Tự do của nước Cộng hòa dân chủ nhân dân Lào)
- Huân chương Ít-xa-la của nước Cộng hòa dân chủ nhân dân Lào (10-1999)

## Hiệu trưởng qua các thời kỳ
| TT | Họ tên Năm sinh-mất        | Thời gian đảm nhiệm | Cấp bậc tại nhiệm                     | Chức vụ cuối cùng | Ghi chú                                   |
| -- | -------------------------- | ------------------- | ------------------------------------- | --- | ----------------------------------------- |
| 1  | Hoàng Văn Thái (1915-1986) | 6.1945-7.1945       | Thiếu tướng (1948) Trung tướng (1958) | Thượng tướng (1974), Đại tướng (1980) Tổng Tham mưu trưởng Đầu tiên (1945-1953)                                                                                                  | Huân chương Sao vàng (truy tặng 2007)     |
| 2  | Nguyễn Thanh Phong         | 7.1945-8.1945       | Đại tá                                | Phó Chánh án Tòa án nhân dân tối cao | Huân chương Hồ Chí Minh (truy tặng)       |
| 3  | Trương Văn Lĩnh            | 8.1945-11.1945      | Đại tá                                | |                                           |
| 4  | Trần Tử Bình (1907-1967)   | 12.1945-4.1946      | Thiếu tướng (1948)                    | Đại sứ Đặc mệnh Toàn quyền của Việt Nam Dân chủ Cộng hòa tại Trung Quốc (1959-1967)                                                                                              |                                           |
| 5  | Hoàng Đạo Thúy (1900-1994) | 5.1946-11.1946      | Đại tá (1958)                         | Cục trưởng Cục Thông tin Liên lạc (1954-1961) Giám đốc Trường Dân tộc Trung ương (1962-1966)                                                                                     |                                           |
| 6  | Nguyễn Sơn (1908-1956)     | 12.1946-9.1947      | Thiếu tướng (1948)                    | Tư lệnh kiêm Chính ủy Liên khu 4 (1948-1949) | Lưỡng Quốc tướng quân                     |
| 7  | Hoàng Đạo Thúy (1900-1994) | 10.1947-12.1947     | Đại tá (1958)                         | Cục trưởng Cục Thông tin Liên lạc (1954-1961) Giám đốc Trường Dân tộc Trung ương (1962-1966)                                                                                     |                                           |
| 8  | Lê Thiết Hùng (1908-1986)  | 1948-1954           | Thiếu tướng (1948)                    | Hiệu trưởng Trường Sĩ quan Pháo binh đầu tiên (1956-1963); Đại sứ Việt Nam Dân chủ Cộng hòa tại Triều Tiên (1963-1970); Phó Trưởng ban Ban Đối ngoại Trung ương Đảng (1970-1975) |                                           |
| 9  | Lê Trọng Tấn (1914-1986)   | 1955-1961           | Thiếu tướng (1961) Trung tướng (1974) | Thượng tướng (1980), Đại tướng (1984) Tổng Tham mưu trưởng (1978-1986) |                                           |
| 10 | Cao Văn Khánh (1917-1980)  | 1961-1964           | Đại tá (1960)                         | Thiếu tướng (1974), Trung tướng (1980) Phó Tổng Tham mưu trưởng (1974-1980) |                                           |
| 11 | Nguyễn Bằng Giang          | 1964-1968           | Đại tá                                | |                                           |
| 12 | Nguyễn Thái Dũng           | 1969-1978           | Thiếu tướng (1974)                    | |                                           |
| 13 | Vũ Yên (1919-1979)         | 1978-1979           | Thiếu tướng (1974)                    | |                                           |
| 14 | Lưu Bá Xảo                 | 8/1980 - 2/1989     | Thiếu tướng                           | |                                           |
| 15 | Nguyễn Ân                  | 2/1989 - 7/1994     | Trung tướng                           | |                                           |
| 16 | Khuất Duy Tiến (1931-)     | 7/1994 - 8/1997     | Thiếu tướng (1984) Trung tướng (1990) | Nguyên Tư lệnh Quân đoàn 3 (1982-1989) Nguyên Cục trưởng Cục Quân lực (1989-1994)                                                                                                |                                           |
| 17 | Nguyễn Khắc Viện           | 8/1997 - 2/2002     | Thiếu tướng                           | |                                           |
| 18 | Nguyễn Hữu Hạ              | 2/2002 - 2/2007     | Trung tướng                           | |                                           |
| 19 | Nguyễn Quốc Khánh (1956-)  | 2/2007 - 2/2009     | Trung tướng (2008)                    | Phó Tổng Tham mưu trưởng (2009-nay) |                                           |
| 20 | Trần Quốc Phú (1953-)      | 2/2009 - 3/2013     | Trung tướng (2010)                    | |                                           |
| 21 | Đỗ Viết Toản (1964-)       | 3/2013 đến 9/2024   | Trung tướng (2017)                    | | Nguyên Sư trưởng Sư đoàn 312, Quân đoàn 1 |
| 22 | Nguyễn Trung Hiếu (1972-)  | 03/06/2025 - nay    | Thiếu tướng (06/2025)                 | | Nguyên Phó Tư Lệnh TMT Quân đoàn 1        |

## Chính ủy qua các thời kỳ
| TT | Họ tên Năm sinh-mất        | Thời gian đảm nhiệm | Cấp bậc tại nhiệm         | Chức vụ cuối cùng | Ghi chú |
| -- | -------------------------- | ------------------- | ------------------------- | --- | ------- |
| 1  | Trần Tử Bình (1907-1967)   | 9/1945 - 12/1946    | Thiếu tướng (1948)        | Đại sứ Đặc mệnh Toàn quyền Việt Nam Dân chủ Cộng hòa tại Trung Quốc kiêm Đại sứ Đặc mệnh Toàn quyền Việt Nam Dân chủ Cộng hòa tại Mông Cổ (1959-1967) |         |
| 2  | Trịnh Đình Cửu (1906-1990) | 6/1947 - 10/1947    |                           | Phó Giám đốc Học viện Chính trị-Hành chính Quốc gia Hồ Chí Minh (1949-1950)                                                                           |         |
| 3  | Trần Tử Bình (1907-1967)   | 1950 - 1956         | Thiếu tướng (1948)        | Đại sứ Đặc mệnh Toàn quyền Việt Nam Dân chủ Cộng hòa tại Trung Quốc (1959-1967)                                                                       |         |
| 4  | Lê Quang Hòa (1914-1993)   | 1957 - 10/1960      | Đại tá Thiếu tướng (1973) | Trung tướng (1974), Thượng tướng (1986) Thứ trưởng Bộ Quốc phòng (1980-1986)                                                                          |         |
| 5  | Đoàn Quang Thìn            | 10/1960 - 3/1961    | Thiếu tướng               | |         |
|    | Lê Quang Hòa (1914-1993)   | 3/1961 - 12/1962    | Đại tá Thiếu tướng (1973) | Trung tướng (1974), Thượng tướng (1986) Thứ trưởng Bộ Quốc phòng (1980-1986)                                                                          |         |
| 6  | Lê Tự Đồng (1920-2011)     | 12/1962 - 8/1968    | Trung tướng (1982)        | Phó Giám đốc về Chính trị Học viện Quốc phòng (1977-1990)                                                                                             |         |
| 7  | Hoàng Minh Thi (1922-1981) | 8/1968 - 8/1971     | Thiếu tướng               | Tư lệnh Quân khu 4 (1978-1981) |         |
| 8  | Lê Chiêu                   | 8/1971-3/1979       | Thiếu tướng               | |         |
| 9  | Lã Ngọc Châu               | 3/1979 - 10/1987    | Thiếu tướng (1984)        | Nguyên Phó Chính ủy Quân đoàn 3 (1978-1978) |         |
| 10 | Nguyễn Ngọc Tiến           | 10/1987 - 6/1990    | Thiếu tướng               | |         |
| 11 | Lương Văn Cửu              | 6/1990 - 8/1996     | Đại tá                    | |         |
| 12 | Bạch Quang Triệu           | 8/1996 - 11/2000    | Đại tá                    | |         |
| 13 | Nguyễn Mạnh Đẩu (1948-)    | 10/2000 - 12/2004   | Trung tướng               | Chính ủy Tổng cục Kỹ thuật (2005-2007) |         |
| 14 | Nguyễn Văn Việt (1951-)    | 5/2004 - 10/2011    | Trung tướng               | |         |
| 15 | Trương Đình Quý (1956-)    | 10/2011 - 11/2016   | Trung tướng (2014)        | Nguyên Phó Chính ủy Quân khu 4 |         |
| 16 | Lương Đình Hồng            | 12/2016 - 2/2018    | Thiếu tướng (2014)        | Nguyên Phó Chủ nhiệm UBKT Quân ủy TW |         |
| 17 | Đỗ Văn Thiện (1966-)       | 2/2018-12.2019      | Thiếu tướng (2017)        | Nguyên Chính ủy Quân đoàn 1 |         |
| 18 | Lê Văn Duy                 | 01.2020-nay         | Thiếu tướng (2019)        | Nguyên Chính ủy Quân đoàn 2 |         |

## Phó Hiệu trưởng qua các thời kỳ
- 2011-nay, Trịnh Ngữ, Thiếu tướng
- 2014-nay, Nghiêm Viết Hải, Thiếu tướng, nguyên Phó Tham mưu trưởng Quân khu 4
- 2015-2019, Vũ Thành Vinh, Thiếu tướng, nguyên Phó Tư lệnh Quân đoàn 2
- 2015, Đỗ Thanh Minh, Đại tá
- 2019-2021, Đại tá, ThS Nguyễn Văn Oanh
- 2021-07/2025, Thiếu tướng Trương Quang Hoài, nguyên Phó Tư lệnh Quân đoàn 1
- 12/2023 - 05/2025 Đại tá Nguyễn Trung Hiếu, nguyên Phó Tư lệnh TMT Quân đoàn 1.
- 07/2025 - Nay, Đại tá Nguyễn Khắc Thơm, nguyên Phó Tư lệnh Quân đoàn 12

## Phó Chính ủy qua các thời kỳ
- 1978-1980, Lã Ngọc Châu, Thiếu tướng (1984)
- 2013-nay, Lê Viết Anh (sinh 1957), Thiếu tướng (2013)
- 2016-05/2025, Nguyễn Xuân Điệp, Đại tá
- 06/2025 - nay Thiếu tướng, ThS Nguyễn Văn Tăng

## Khóa học
Khóa học Sĩ quan Chỉ huy Tham mưu cấp phân đội
- Khóa 1: 5/1946-12/1946[4]
- Khóa 2: 2/1947-10/1947[4]
- Khóa 3: 4/1947-10-1947[4]
- Khóa 77: 2009-2013
- Khoá 82: 2014-2018
- Khóa 83: 9/2015-8/2019

## Cựu học viên thành đạt tiêu biểu
- Trần Văn Nghiêm, Trung tướng (1984), Tư lệnh Quân khu 9 (1979-1983), Học viên Trường Cán bộ Việt Nam (tiền thân trường SQLQ1 ngày nay) (khóa 1945-1946)
- Vũ Xuân Vinh, Trung tướng (1992), Cục trưởng Cục Đối ngoại, Bộ Quốc phòng (Khóa 1 5/1946-12/1946)
- Đỗ Văn Đức, Trung tướng, Phó Tổng Tham mưu trưởng (Khóa 1 5/1946-12/1946)
- Phan Thái (1928-), Thiếu tướng (1984), Phó Chủ nhiệm kiêm Tham mưu trưởng Tổng cục Kỹ thuật (1985-1990) (Khóa 1 5/1946-12/1946)
- Phạm Ngọc Thảo (1922-1965), Đại tá, Liệt sĩ, Anh hùng lực lượng vũ trang, tình báo nổi tiếng, xuất sắc của ta trong chính quyền Sài Gòn, học viên khoá 1
- Hoàng Nghĩa Khánh, Trung tướng, Khóa 2
- Nguyễn Quốc Thước, Trung tướng, Tư lệnh Quân khu 4 (khóa 1949-1952)
- Phan Thu (1931-), Trung tướng, Thứ trưởng Bộ Quốc phòng (khóa 6, 1950-1951)
- Đàm Văn Ngụy, Trung tướng, Tư lệnh Quân khu 1 (Khóa 7, 1951-1953)
- Đinh Phúc Hải (1925-1997), Thiếu tướng, Phó Tư lệnh về Chính trị Quân chủng Phòng không-Không quân (1983-1989), (Khóa 7, 1951-1953)
- Huỳnh Thủ, Thiếu tướng, Tư lệnh Bộ đội Biên phòng (Khóa 9, 1954-1957)
- Nguyễn Văn Cẩn, Thiếu tướng, Chỉ huy trưởng Bộ CHQS tỉnh An Giang (Khóa 9, 1954-1957)
- Nguyễn Văn Phú, Thiếu tướng, Phó Tư lệnh Quân khu 9 (Khóa 9, 1954-1957)
- Nguyễn Chơn, Thượng tướng, nguyên Thứ trưởng Bộ Quốc phòng, học viên khoá 10 (1956-1958)
- Khuất Duy Tiến, Trung tướng, Hiệu trưởng Trường Sĩ quan Lục quân 1 (khóa 1956-1958)
- Nguyễn Tức (1932-), Thiếu tướng (1994), Trưởng Khoa Trinh sát Quân sự nước ngoài, Học viện Quốc phòng (khóa 1956-1958)
- Nguyễn Nam Hưng (1930-), Thiếu tướng (1988), Chỉ huy trưởng Quân sự Đặc khu Vũng Tàu – Côn Đảo (1990-1996) (khóa 10, 1957-1960)
- Nguyễn Thới Bưng, Trung tướng, Thứ trưởng Bộ Quốc phòng (khóa 10, 1957-1960)
- Phan Lương Trực, Thiếu tướng, Phó Tư lệnh Quân khu 9 (Khóa 11, 1958-1961)
- Đinh Trung Thành (1932-), Thiếu tướng (1988), Phó Tư lệnh Quân khu 9 (Khóa 11, 1958-1961)
- Trần Minh Phú, Thiếu tướng (1988), Phó Tư lệnh Quân khu 9 (Khóa 11, 1958-1961)
- Tiêu Văn Mẫn, Trung tướng (1994), Phó Tư lệnh về Chính trị Quân khu 5 (Khóa 12, 1959-1963)
- Nguyễn Thế Trị, Thượng tướng, Giám đốc Học viện Quốc phòng (Khóa 1961-1964)
- Cao Xuân Khuông (1942-), Thiếu tướng, Phó Tư lệnh Quân khu 4 (Khóa 1961-1964)
- Nguyễn Hồng Nhị (1936-), Thiếu tướng (1985), Tổng cục trưởng Tổng cục Hàng không dân dụng, Phó Tư lệnh kiêm TMT Quân chủng PKKQ, (học 1960-1961)
- Nguyễn Thanh Tùng (1933), Thiếu tướng, Phó Tư lệnh Mặt trận 559, Chỉ huy trưởng Bộ CHQS tỉnh Đồng Nai (Khóa 1960-1961)
- Đào Trọng Lịch, Trung tướng, Tổng tham mưu trưởng Quân đội nhân dân Việt Nam, Thứ trưởng Bộ Quốc phòng (Khóa 1961-1964)
- Đoàn Sinh Hưởng, Trung tướng, Tư lệnh Quân khu 4 (khóa 1966-1970)
- Nguyễn Văn Được, Thượng tướng, Thứ trưởng Bộ Quốc phòng
- Phùng Quang Thanh, Đại tướng,Bộ trưởng Bộ Quốc phòng (học từ 1971-1972)
- Vũ Văn Đức, Trung tướng, nguyên chính uỷ Học viện Hậu cần
- Đặng Trọng Quân, Trung tướng, Chánh Thanh tra Bộ Quốc phòng
- Ngô Minh Tiến, Thượng tướng, Phó tổng tham mưu trưởng Quân đội nhân dân Việt Nam
- Võ Minh Lương, Thượng tướng, Thứ trưởng Bộ Quốc phòng
- Vũ Hải Sản, Thượng tướng , Thứ trưởng Bộ Quốc phòng (học từ 1980-1983)
- Đỗ Viết Toản, Trung tướng, PGS.TS, Hiệu trưởng Trường Đại học Trần Quốc Tuấn khoá 1981-1985
- Nguyễn Hải Hưng, Trung tướng, Phó chủ nghiệm Ủy ban Quốc phòng và An ninh của Quốc hội (Việt Nam) (1983-1986)
- Nguyễn Doãn Anh, Trung tướng, Phó Tổng tham mưu trưởng Quân đội nhân dân Việt Nam, nguyên Tư lệnh Quân khu 4